# Église Saint-Martin de Laigny
L'église Saint-Martin est une église située à Laigny, en France.

## Localisation
L'église est située sur la commune de Laigny, dans le département de l'Aisne.

## Historique

### Galerie

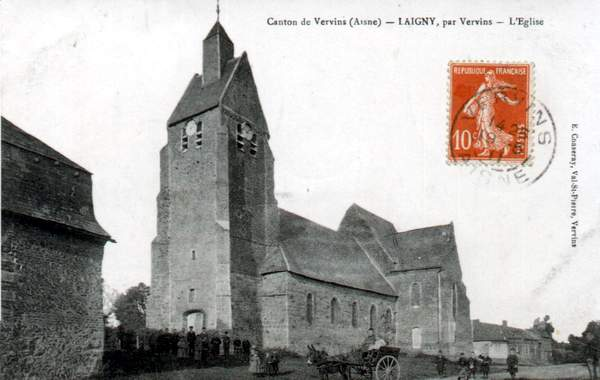
Carte postale représentant l'église (oblitération de 1911).
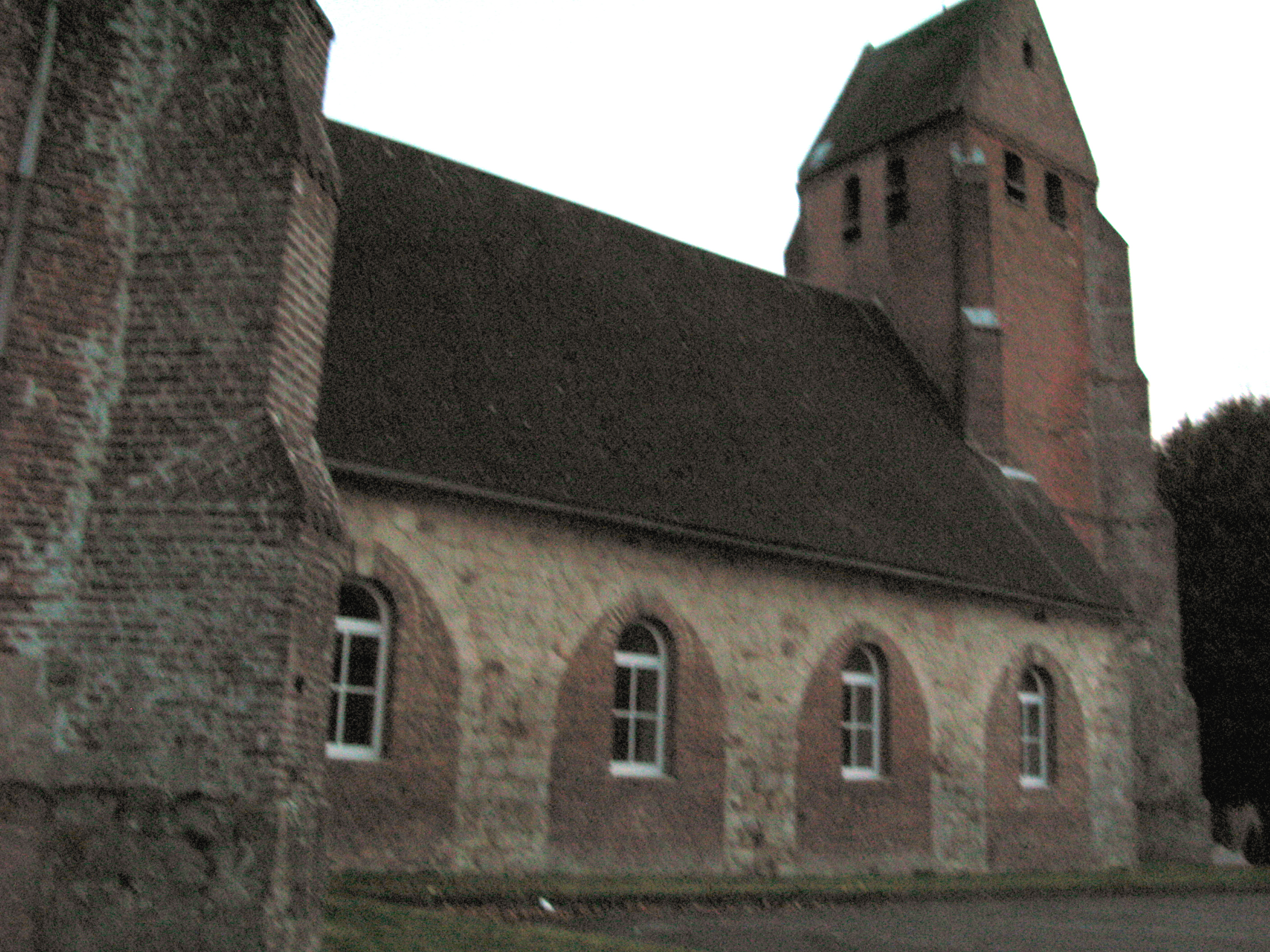
L'église fortifiée (façade nord vue de nuit)
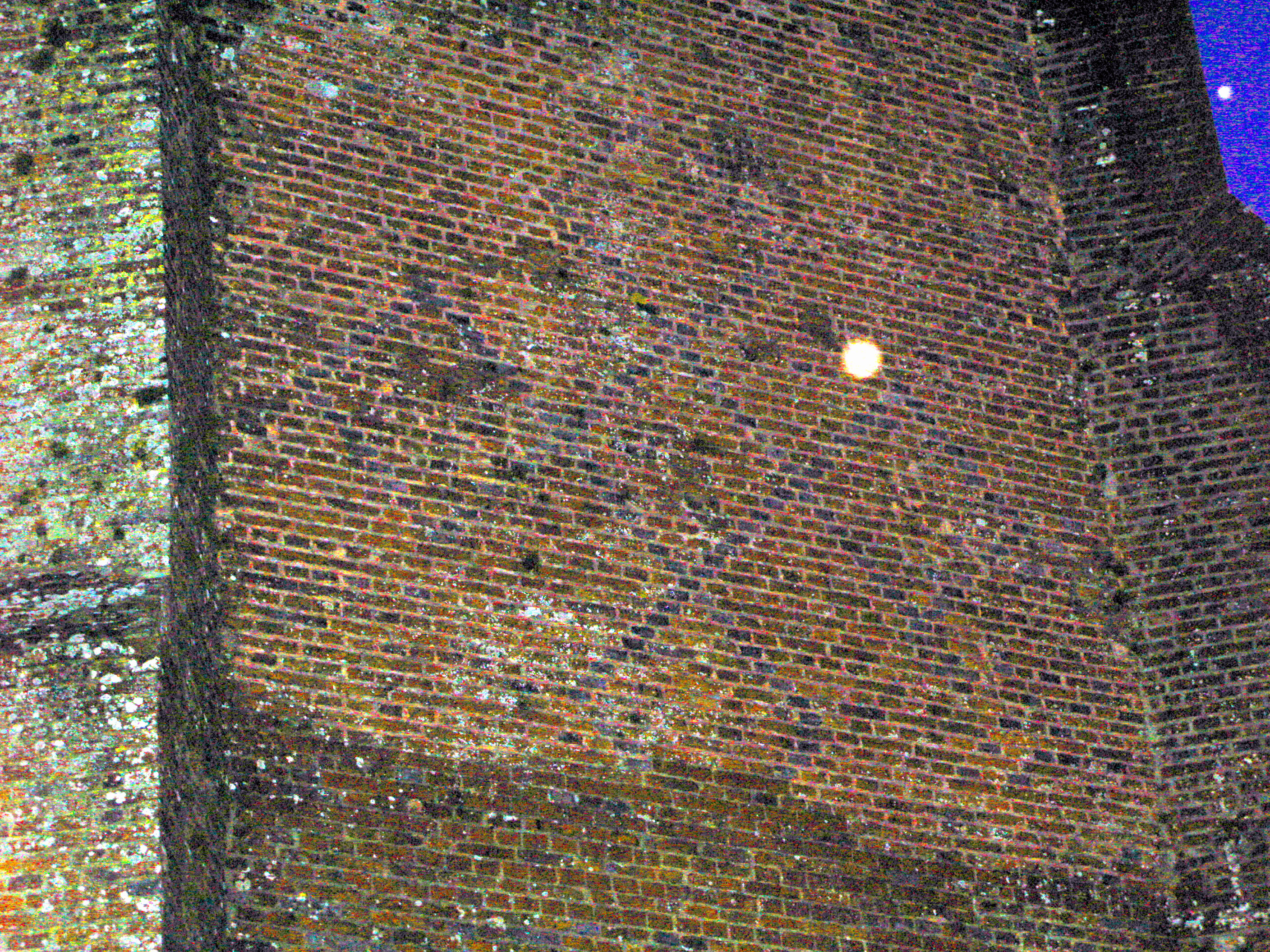
L'église fortifiée (avec des motifs décoratifs sur la façade ouest du clocher, vus de nuit).
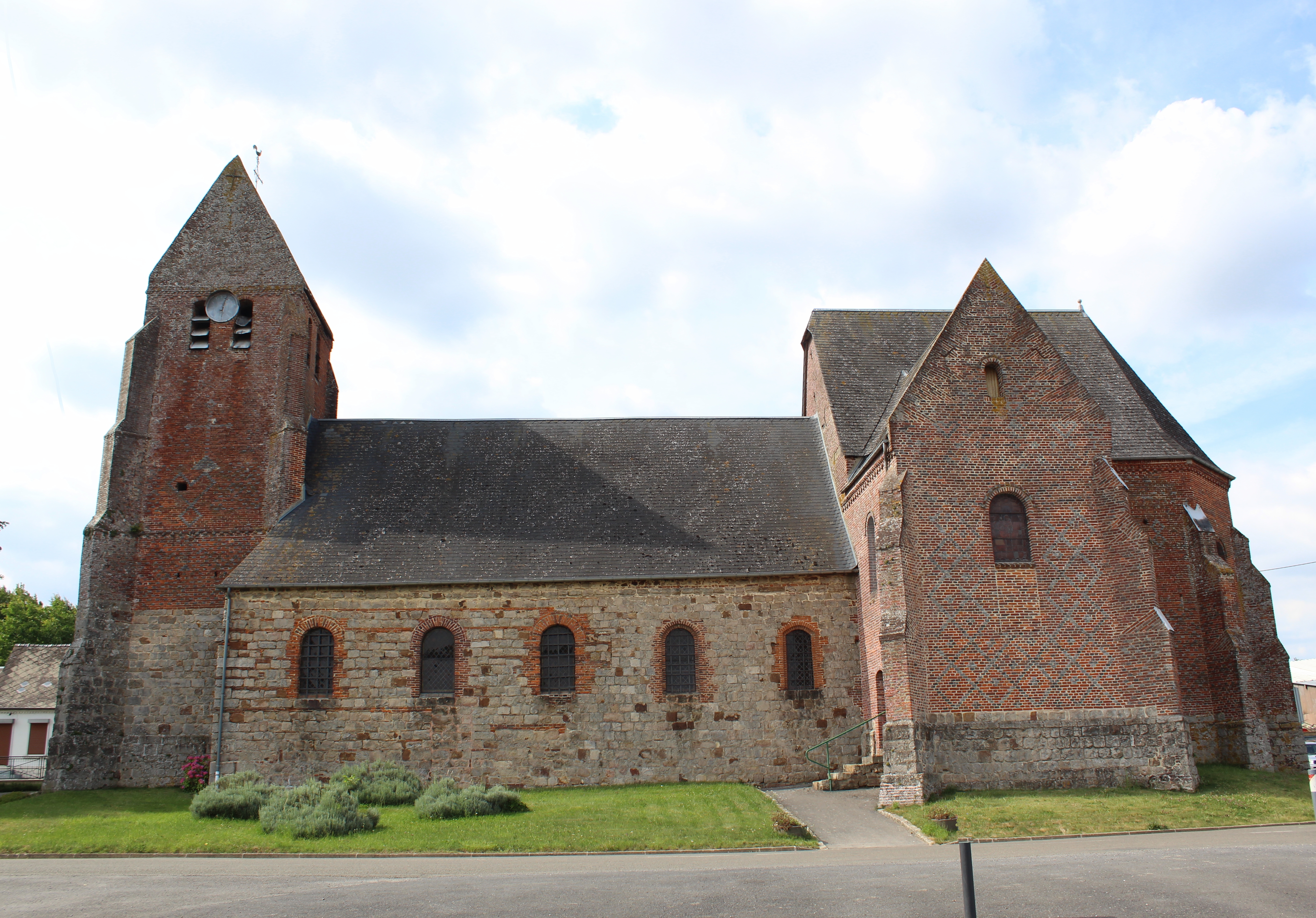
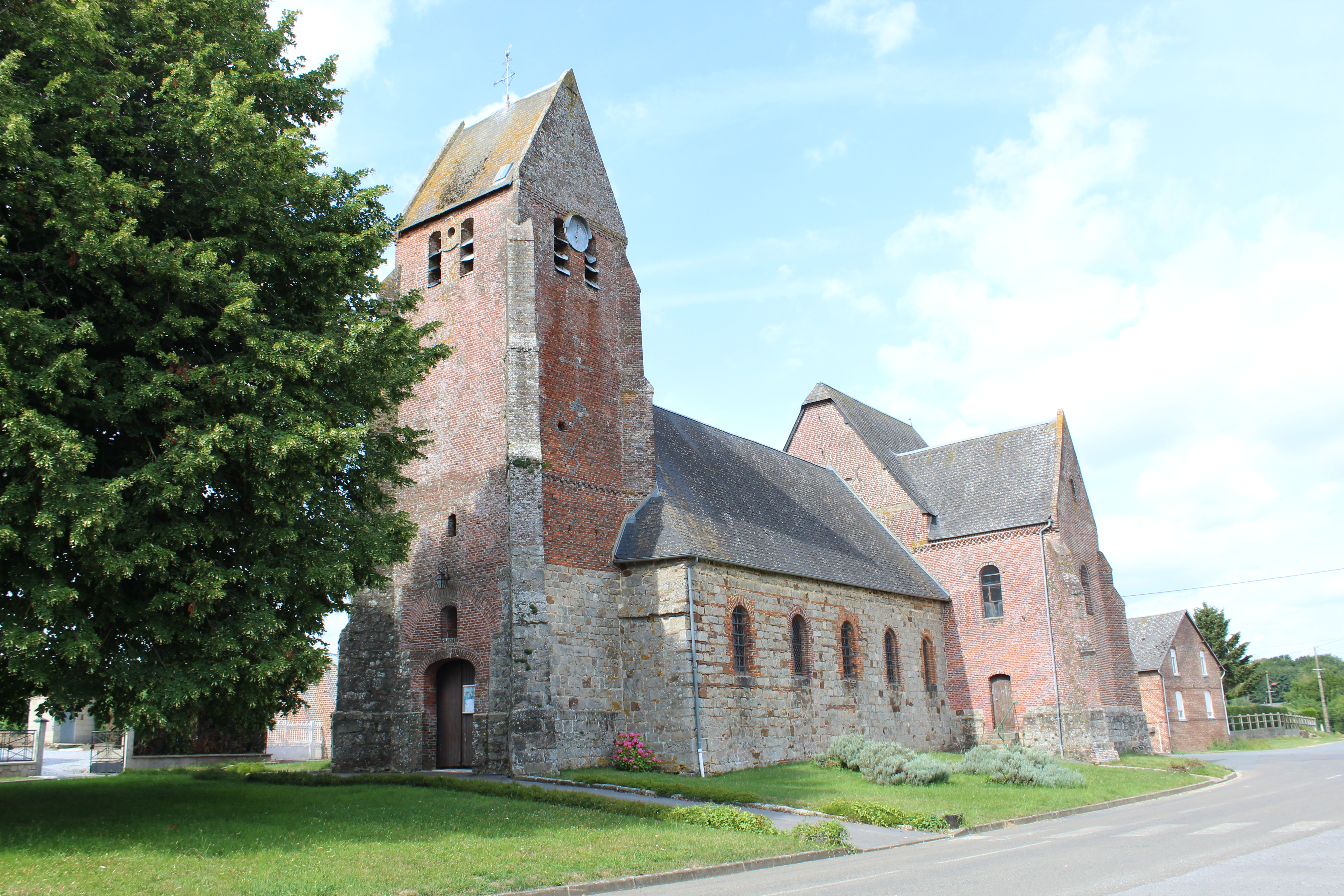
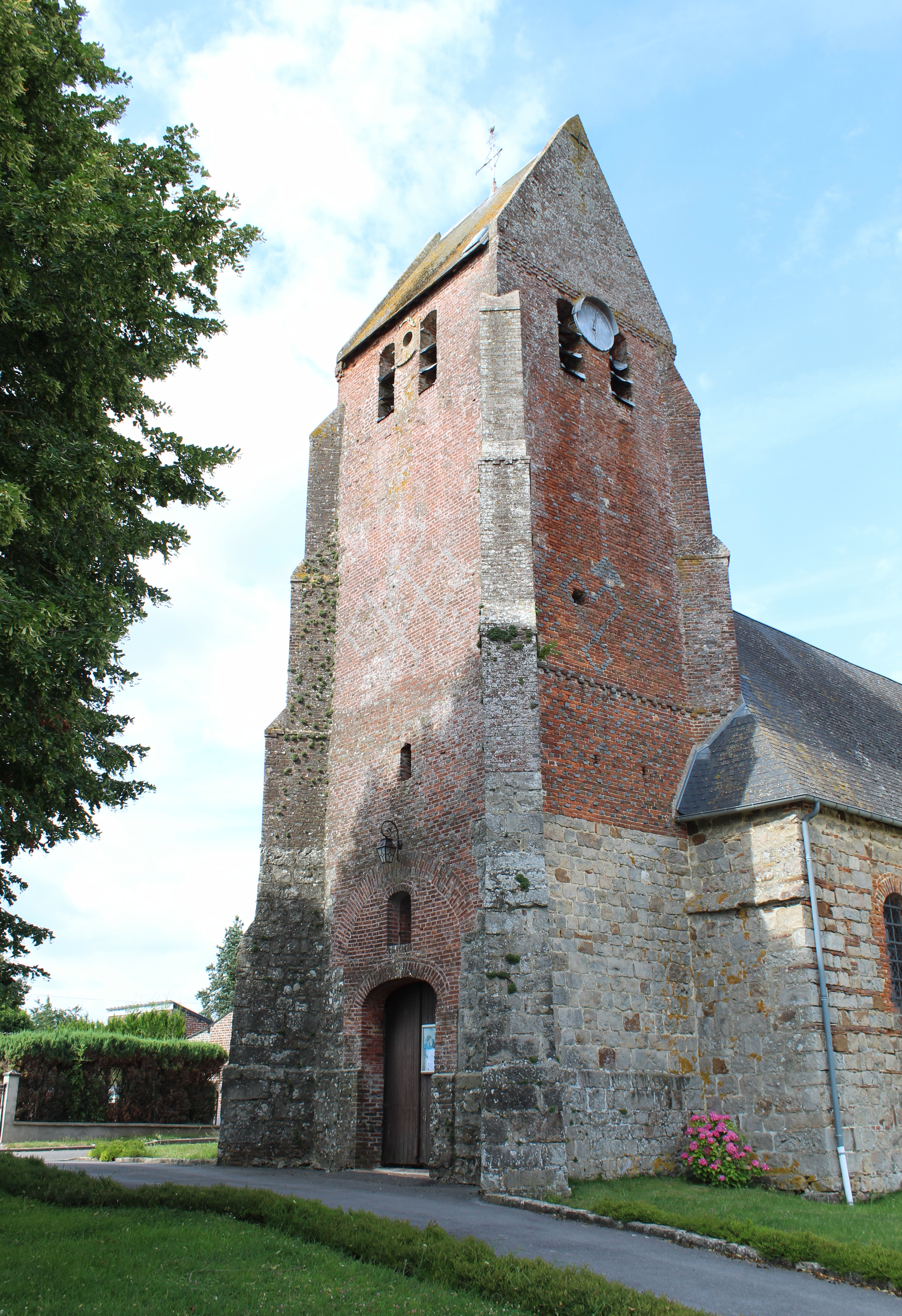
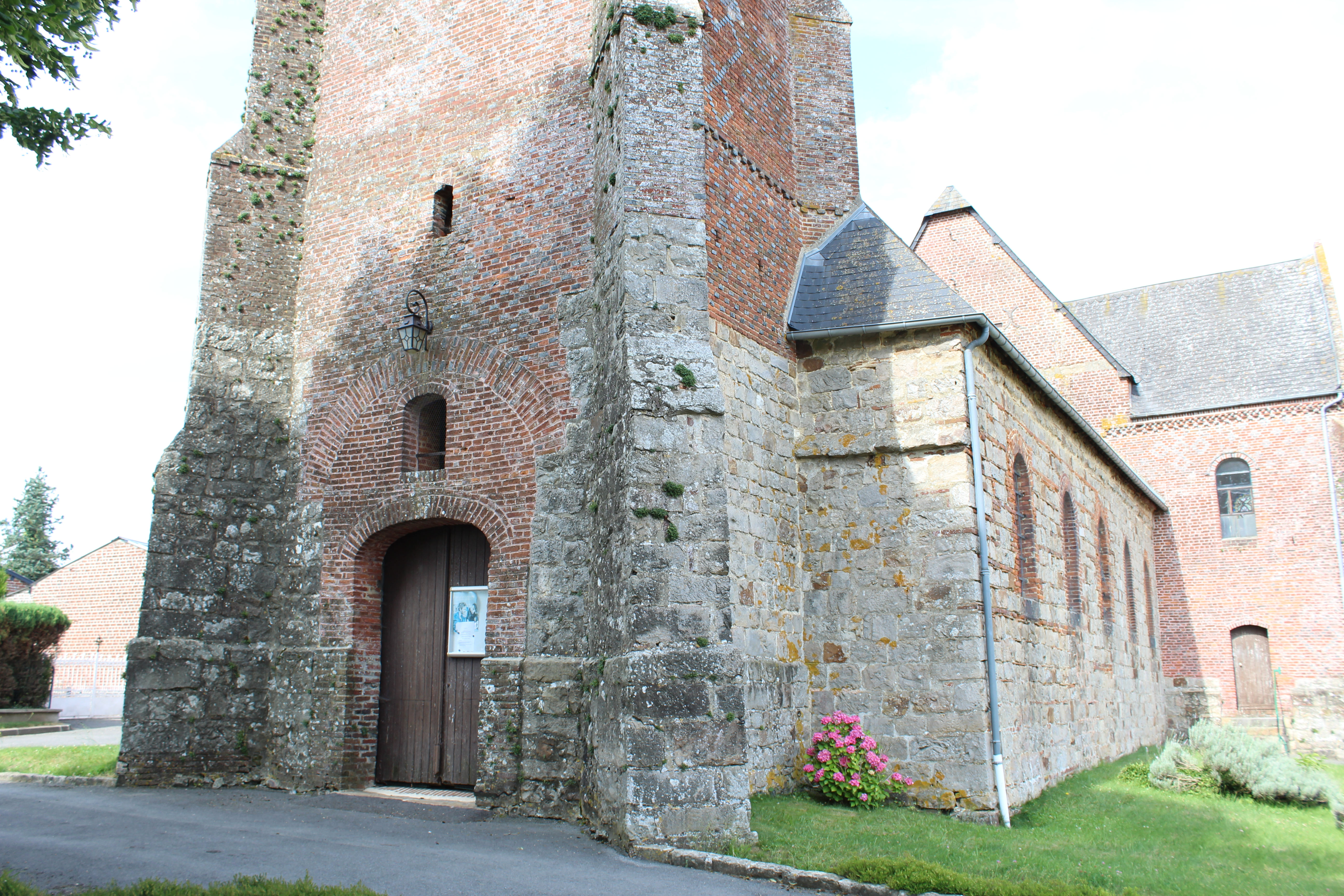